# Latemse Molen
De Latemse Molen of Koutermolen in het Oost-Vlaamse Sint-Martens-Latem is een staakmolen die tot de restauratie in 1977 op een plaats stond waar al in 1373 een korenmolen stond. Deze behoorde tot de bezittingen van de Sint-Baafsabdij. Tijdens godsdiensttwisten in de tweede helft van de zestiende eeuw werd deze banmolen vernield. De huidige molen werd in 1614 gebouwd. De laatste grote restauratie dateert van 1977, waarbij de molen 88 meter werd verplaatst om een betere windvang te verkrijgen. In 2006 werd de molen van zijn voet getakeld omdat de steenbalk te zwak was geworden en de molen zou kunnen omvallen.
De molen is sinds 1946 een monument.

## Zie ook

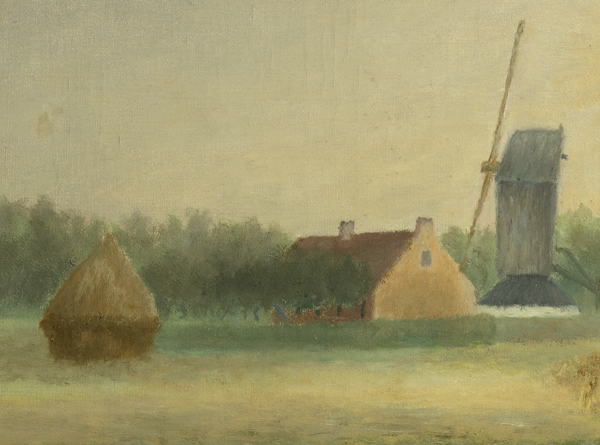
Schilderij van Albijn Van den Abeele